# 即 抱きしめて
「即 抱きしめて」（そく だきしめて）は、℃-uteの2ndインディーズシングル。2006年6月3日発売。発売元はアップフロントワークス。

## 概要
- ミュージック・ビデオはバスケットボールを基調としている。背景は全てCG。
- センターは村上愛。メインボーカルは村上愛、矢島舞美、鈴木愛理である。村上の脱退後は萩原舞がそのパートを引き継いでいる。

## 収録曲
1. 即 抱きしめて
作詞・作曲：つんく　編曲：鈴木Daichi秀行
2. 即 抱きしめて (Instrumental)

## 参加ミュージシャン
即 抱きしめて
- プログラミング&ギター：鈴木Daichi秀行
- ベース：笹本安詞
- コーラス：竹内浩明